# 数论经
数论经（天城体：सांख्यप्रवचन सूत्र）印度哲学数论派的重要经典，分为6卷。
传统上认为此书是数论派创始人迦毗罗仙人（约前3世纪）所作，但此说早已被学术界证伪。现在一般认为此书晚至14世纪，是晚期数论学者的托名作品。该书一方面整理了古代数论的观点、学说，一方面又受到其他派别的强烈影响，尤其是吠檀多派。

## 资料来源
- 《古印度六派哲学经典》，商务印书馆，姚卫群编，ISBN 7-100-03480-9，173页注释